# عبد الرحمن الشقير
عبد الرحمن الشقير مؤرخ وباحث اجتماع سعودي، مهتم برصد تحولات المجتمع وتوثيق تاريخ الجزيرة العربية وقبائلها،  إضافة إلى جهوده في تحقيق كتب التراث وكتابة سير عدد من الأعلام في المملكة العربية السعودية. صدر له مجموعة من المؤلفات من بينها (النخب النسائية الإسلامية في السعودية 1744 - 2017)، وكتاب (طباعة الكتب ووقفها عند الملك عبد العزيز).

## التعليم
- حاصل على درجة الدكتوراه في علم الاجتماع (علم اجتماع المعرفة) من جامعة الملك سعود. وعنوان البحث «تمثلات رأس المال الثقافي وممارساته في الحياة اليومية الجامعية».
- حاصل على درجة الماجستير في علم الاجتماع من جامعة الملك سعود. وعنوان بحثه للماجستير «موقف الشباب السعودي من قيم التحديث».[5]

## العمل
مدير مركز البحوث الأمنية بجامعة نايف العربية للعلوم الأمنية، وعضو مجلس جامعة نايف العربية للعلوم الأمنية، ومستشار رئيس الجامعة، وأستاذ علم الاجتماع المساعد في كلية علم الجريمة جامعة نايف العربية للعلوم الأمنية.

## المؤلفات
- (بنو زيد القبيلة القضاعية في حاضرة نجد).[6]
- تحقيق كتاب (الخبر العيان في تاريخ نجد) تأليف: خالد الفرج.[7]
- (سليمان بن عبد الله بن جبرين حياته وإمارته).[8]
- (ورق اللعب: تاريخه ورموزه وحكمه).[9]
- تحقيق كتاب (قلائد النحرين في تاريخ البحرين) تأليف: ناصر بن جوهر بن مبارك الخيري.[10]
- (طباعة الكتب ووقفها عند الملك عبد العزيز: دراسة تحليلية وقائمة ببليوجرافية). صدر عن دارة الملك عبد العزيز عام 2003م[11]
- (صالح بن عبد العزيز الراجحي: إدارة الأعمال بالفطرة) [بالاشتراك مع محمد بن صالح الراجحي].[12]
- (النخب النسائية الإسلامية في السعودية 1744 - 2017).[13] صدر عن مركز المسبار للدراسات والبحوث عام 2017م.[14]
- تحقيق كتاب (مشاكلة الناس لزمانهم وما يغلب عليهم في كل عصر). صدر عن دار جداول عام 2019م.[15]
- (الذاكرة الشعبية) قراءة اجتماعية لمصادر الوعي التاريخي المحلي والمنتج الثقافي في الحياة اليومية للمجتمع السعودي.
- (رأس المال الثقافي: استراتيجيات النجاح في الحياة تبدأ من الجامعة).[16]
- رأس المال الديني.. قراءة في السوق الديني في نصف قرن نسخة محفوظة 27 سبتمبر 2020 على موقع واي باك مشين.
- الأديان والجماعات الدينية في نجد حتى ظهور الدعوة السلقية.. دراسة قيم التسامح والتطرف في نظرية الأمن المجتمعي

## وصلات خارجية
- الموقع الرسمي